# Sabine Pigalle
Sabine Pigalle és una fotògrafa i artista francesa. Va néixer a Rouen, França, el 1963, i ara viu i treballa a París. Pigalle va estudiar a la Universitat de la Sorbona i va treballar durant quatre anys amb Helmut Newton centrant-se en la fotografia de moda abans de passar a projectes més personals.
La major part del seu treball es concentra en la reinterpretació de mites. La història religiosa, la mitologia, els pintors primitius flamencs i també el manierisme proporcionen les diverses fonts de la seva inspiració i les matèries primeres per a les exploracions artístiques. Pigalle produeix fotografies híbrides en diferents sèries, dedicades principalment a l'art del retrat, que combinen el contemporani amb referències a l'art antic.

## Exposicions
Exposicions realitzades per Pigalle:
- 2002 Union of Decorative Arts, UCAD, Paris, France, « Motifs »
- 2002 Gallery Valérie Cueto, Paris, France, « Mue couture »
- 2003 Gallery Basia Embiricos, Paris, France, « H2O »
- 2004 Gallery Basia Embiricos, Paris, France, « Ducks »
- 2006 Gallery Celine Omotesando, Tokyo, Japan « Paris-Tokyo »
- 2007 Louise Alexander Gallery, Porto Cervo, Italy, Opening
- 2007 Comité Colbert, Hong Kong, « Devot-Ration »
- 2007 Centre Culturel ARAGON, Oyonnax, France, « A d'autres faims »
- 2007 Gallery Basia Embiricos, Paris, France, « Corps à corps »
- 2007 Gallery Boyer Labarre, Genève, Switzerland, « Protectors »
- 2008 Gallery Brasília, Paris, « Geishas »
- 2008 Transphotographiques, Lilla, France, Tri Postal, Eglise Saint Maurice
- 2008 Louise Alexander Gallery, Porto Cervo, "East-West a contemporary dialog"
- 2008 Gallery Cueto Project, New York City, USA, "Spleen-flowers of evil"
- 2009 Comité Colbert, Hong Kong, « Croquembouche mystère »
- 2009 Louise Alexander Gallery, Porto Cervo, Italy “Ecce homo”
- 2009 Conseil General de la Sarthe, Prieuré de Vivoin “Le sixieme jour”
- 2009 Conseil General de la Sarthe, Abbaye de l’Epau “Dog is in the hair”
- 2009 Maison Parisienne, Geneva, Switzerland “Osmose”
- 2009 Ambassade de France Tokyo, Japan “No man's land”
- 2010 Louise Alexander Gallery, Porto Cervo, Italy
- 2011 Solo show "Protectors" at Hotel de Ville Woluwe Saint Pierre, Brussels, Belgium
- 2011 Solo show "Protectors" at Gallery Brandt, Amsterdam, Netherlands
- 2012 Group show "Beautiful Penis" at Analix Forever c/o Galerie Nuke, Paris, France
- 2012 Solo show "Timequakes" at Louise Alexander Gallery, Porto Cervo, Italy
- 2014 Solo show "Timequakes" at Chanel Nexus Hall, Tokyo, Japan
- 2015 Solo show "In Memoriam" at Wild Project Gallery, Luxembourg

## Filmografia
- 2008 « Souper fin » L'éclaireur, Paris, France,
- 2008 « Sweet art - Parcours Saint Germain », « Devot-Ration »
- 2009 « Souper fin » Salone del Mobile, Milan, Italy, Maison et Objets, Paris, France